# فرماندار فلوریدا
فرماندار فلوریدا (انگلیسی: Governor of Florida) رئیس دولت ایالت فلوریدای ایالات متحده آمریکا است. فرماندار، رئیس قوه مجریه دولت فلوریدا و فرمانده کل گارد ملی فلوریدا و گارد ایالتی فلوریدا است.
طبق قانون اساسی فلوریدا، مسئولیت‌های فرماندار شامل تضمین اجرای قوانین ایالتی، قدرت تأیید یا وتوی لوایح مصوب مجلس قانونگذاری فلوریدا، نظارت بر سازمان‌های ایالتی، صدور فرامین اجرایی، پیشنهاد و نظارت بر بودجه ایالتی و انتصابات کلیدی در مناصب ایالتی است. فرماندار همچنین قدرت تشکیل جلسات ویژه مجلس قانونگذاری و اعطای عفو، به جز در موارد استیضاح، را دارد.
هنگامی که فلوریدا برای اولین بار توسط ایالات متحده تصاحب شد، رئیس‌جمهور آینده، اندرو جکسون، به‌عنوان فرماندار نظامی آن خدمت کرد. قلمرو فلوریدا در سال ۱۸۲۲ تأسیس شد و پنج نفر طی ۶ دوره مجزا به عنوان فرماندار فعالیت کردند. اولین فرماندار منطقه‌ای، ویلیام پوپ دووال، ۱۲ سال خدمت کرد که طولانی‌ترین دوره خدمت در بین فرمانداران فلوریدا تا به امروز است.
از زمان تشکیل ایالت در سال ۱۸۴۵ شمار ۴۵ نفر به‌عنوان فرماندار خدمت کرده‌اند که یکی از آنها دو دوره مجزا فعالیت کرده است. چهار فرماندار ایالت دو دوره کامل چهار ساله به‌عنوان فرماندار حضور داشته‌اند: ویلیام دی. بلاکسهام در دو دوره، همچنین ریوبین اسکیو، جب بوش و ریک اسکات که هر کدام به‌طور متوالی دوره خود را گذرانده‌اند. باب گراهام تقریباً دو دوره کامل فعالیت کرد، اما در حالی که سه روز به پایان دوره‌اش باقی مانده بود، استعفا داد تا بتواند در سنای ایالات متحده کرسی بگیرد. کوتاه‌ترین دوره تصدی متعلق به وین میکسسون است که سه روز پس از استعفای گراهام خدمت کرد.
در حال حاضر، ران دسانتیس، از حزب جمهوری‌خواه، در ۸ ژانویه ۲۰۱۹ به این سمت انتخاب شده است.